# Ичиномия
Ичиномия (на японски: 一宮市; Ичиномия-ши; в превод „Първото светилище“) е град в префектура Айчи, Япония. Градът често е наричан и Овари-Ичиномия, за да се избегне объркването с едноименния Ичиномия (днес част от гр. Тойокава). Името на града идва от името на първото светилище в него, в случая то се казва „Светилище Масумида“. Населението му е 380 235 жители (по приблизителна оценка от октомври 2018 г.), а общата площ 113,91 кв. км. Намира се в часова зона UTC+9 в северозападната част на префектурата си. В града има един университет.